# ديف بيرس
ديف بيرس (بالإنجليزية: Dave Pearce)‏ (7 ديسمبر 1959 في المملكة المتحدة - ) هو لاعب كرة قدم بريطاني في مركز الهجوم. لعب مع نادي بارنت ونادي مارغيت ونادي ميلوول ونادي هايز ونادي كينغستونيان وهامبتون أند ريتشموند بورو وساتون يونايتد ونادي وورثينغ وتشيرتسي تاون ‏ ونادي داغنهام ‏ وHarrow Borough F.C. ‏ وووركينغهام وإمربروك ‏ ونادي ويلدستون لكرة القدم.